# Ranipur (Uttarakhand)
Ranipur (zwane także Bharat Heavy Electricals Limited, Ranipur lub BHEL Ranipur) – miasto w północnych Indiach w stanie Uttarakhand, na zagórzu gór Siwalik.
Populacja miasta w 2001 roku wynosiła 43 252 mieszkańców.